# Nantouillet
Nantouillet es una comuna francesa situada en el departamento de Sena y Marne, en la región de Isla de Francia.
Forma parte de la zona de atracción de París.

## Demografía
| 284 | 294 | 208 | 179 | 181 | 264 | 279 |
| Para los censos de 1962 a 1999 la población legal corresponde a la población sin duplicidades (Fuente: INSEE [Consultar]) |     |     |     |     |     |     |